# Franklin County (Missouri)
Franklin County is een county in de Amerikaanse staat Missouri.
De county heeft een landoppervlakte van 2.390 km² en telt 93.807 inwoners (volkstelling 2000). De hoofdplaats is Union.